# Баю-Ундан
Баю-Ундан (англ. Bayu-Undan) — газовое месторождение, расположенное в акватории Тиморского моря в зоне совместной нефтеразработки между Австралией и Восточным Тимором. Разрабатываемое на условиях СРП Баю-Ундан расположено в 250 км южнее Суаи (Восточный Тимор) и 500 км северо-западнее г. Дарвин (Австралия).
Извлекаемые запасы данного месторождения оцениваются в 400 млн баррелей конденсата и 96 млрд. м³ природного газа.
В проекте Баю-Ундан участвуют: ConocoPhillips (56,72 %, оператор), Eni (12,04 %), Santos (10,64 %), Inpex (10,52 %) и Tokyo Electric/Tokyo Gas (10,08 %). Добыча составляет 31 млн м³/сут. природного горючего газа с высоким содержанием тяжёлых углеводородов.
По подводному газопроводу в Австралию экспортируют газ и газовый конденсат.